# US Open 2011 - Doppio femminile in carrozzina
Esther Vergeer e Sharon Walraven erano le detentrici del titolo e hanno battuto in finale Jiske Griffoen e Aniek van Koot con il punteggio di 7–5, 6–7, 6–4.

## Teste di serie
1. Esther Vergeer /  Sharon Walraven (campioni)
2. Jiske Griffoen /  Aniek van Koot (finale)

## Tabellone

### Legenda
| - Q = Qualificato - WC = Wild card - LL = Lucky loser | - ALT = Alternate - SE = Special Exempt - PR = Protected Ranking | - w/o = Walkover - r = Ritirato - d = Squalificato |

### Finali
|  | Semifinali | Semifinali                     | Semifinali                     | Semifinali | Semifinali |  |  | Finale | Finale                         | Finale | Finale | Finale |  |
|  |            |                                |                                |            |            |  |  |        |                                |        |        |        |  |
|  | 1          | Esther Vergeer Sharon Walraven | Esther Vergeer Sharon Walraven | 6          | 7          |  |  |        |                                |        |        |        |  |
|  |            | Daniela di Toro Emmy Kaiser    | Daniela di Toro Emmy Kaiser    | 2          | 5          |  |  | 1      | Esther Vergeer Sharon Walraven | 7      | 68     | 6      |  |
|  |            | Marjolein Buis Annick Sevenans | Marjolein Buis Annick Sevenans | 4          | 68         |  |  | 2      | Jiske Griffoen Aniek van Koot  | 5      | 710    | 4      |  |
|  | 2          | Jiske Griffoen Aniek van Koot  | Jiske Griffoen Aniek van Koot  | 6          | 710        |  |  |        |                                |        |        |        |  |